# Somogyvár
Somogyvár là một thị trấn thuộc hạt Somogy, Hungary. Thị trấn này có diện tích 52,99 km², dân số năm 2010 là 1911 người, mật độ 36 người/km².